# Satyrium lupulinum
Satyrium lupulinum är en orkidéart som beskrevs av John Lindley. Satyrium lupulinum ingår i släktet Satyrium och familjen orkidéer. Inga underarter finns listade i Catalogue of Life.